# França e o Labirinto
França e o Labirinto é um audiodrama brasileiro exclusivo do Spotify, com temática noir e detetive, produzido por Alexandre Ottoni e Deive Pazos (Nonsense Creations/Jovem Nerd), e roteirizado por Fábio Yabu e Leonel Caldela. O podcast é protagonizado por Selton Mello, que interpreta o personagem Nelson França, um detetive particular cego. A série de 13 episódios tem como proposta mergulhar o ouvinte em um mundo de suspense e investigação, explorando não apenas a trama central, mas também o potencial do som como uma ferramenta de narração.

## Sinopse
Nelson França é um detetive cego que, em seu passado, contribuiu para a captura de um notório serial killer. Anos depois, quando uma socialite é assassinada, França começa a suspeitar que o mesmo assassino voltou à atividade criminosa.

## Produção
O audiodrama tem como destaque o uso do áudio binaural, também conhecido como áudio 3D, que cria um ambiente imersivo para os ouvintes. Sons ambientes (como a respiração do cão-guia de França), diálogos dos personagens e outros efeitos sonoros foram editados de forma a aumentar a sensação de realismo e imersão, e permitir que os ouvintes experimentem a história como se estivessem na pele do protagonista. Como o protagonista é cego, os roteiristas evitaram alguns recursos de roteiro, como locuções e flashbacks, por não ficarem apropriados apenas em áudio. A narrativa se desenrola em uma cidade brasileira não revelada, mas que mistura elementos das culturas carioca e paulistana, em uma atmosfera sombria e misteriosa.

## Elenco e personagens
- Selton Mello como Nelson França, detetive investigativo;
- Maíra Góes como Angela Morel, ex-esposa do detetive;
- Jorge Lucas como delegado Noronha;
- Renato Macedo como Siqueira, um policial novato;
- Luiz Carlos Persy como Omar Hassot, escritor, e Athos Ramos, suspeito;
- Guilherme Lopes como Praxedes;
- Fabrício Vila Verde como Lima
- Marcos Souza como motorista Herbert

Participações especiais: Antonio Tabet, Igor Cavalari (Igão) & Thiago Marques (Mítico), e Frederico Carstens (Sr. K). A direção de dublagem do podcast é de Fernanda Baronne.